# Buzura ferrolavata
Buzura ferrolavata là một loài bướm đêm trong họ Geometridae.